# Владимир Цупара
Владимир Цупара (Београд, 19. фебруар 1994) је српски рукометаш који игра на позицији голмана.

## Каријера
Професионалну каријеру је започео 2012. године у РК Црвена звезда, где је играо до 2015. године и био капитен тима. Године 2015, потписао је уговор са шпанским тимом РК Адемар Леон. У сезони 2015/16. бранио је са 35% ефикасношћу (281/807) и изабран за најбољег голмана АСОБАЛ лиге. У сезони 2016/17. бранио је са 34% ефикасности (240/698).
Дебитовао је у ЕХФ Лиги шампиона, а у мечу против словеначког РК Велење (22:23), у којем је постигао један гол.
У јулу 2018. године прелази у клуб РК Виве Кјелце, а од 2019. године брани за мађарски Веспрем.
Године 2012. дебитовао је на Европском првенству до 18 година у Аустрији, где је бранио са ефикасношћу од 27% (40/148). Године 2013, наступио је на Светском првенству у рукомету за играче до 19. година у Мађарској, где је бранио са 32% ефикасности (49/152). На јуниорском Светском првенству у рукомету 2014. године године у Аустрији бранио је са 38% ефикасности (33/88), а са тим учинком био је други најбољи голман на турниру. На Светском првенству за јуниоре 2015. године у Бразилу, када је репрезентација Србије заузела 17. место, Цупара је имао 44% ефикасности на голу (43/98).
За сениорску репрезентацију Србије дебитовао је 2016. године. Играо је за репрезентацију Србије на Европским првенствима 2018. и 2020. У другом колу квалификација за ЕП 2022. против Француске је у последњим секундама меча одбранио шут Француза и на тај начин донео бод Србији.